# Ayotoxco de Guerrero
Ayotoxco de Guerrero là một đô thị thuộc bang Puebla, México. Năm 2005, dân số của đô thị này là 7883 người.